# Sieciechowo
Sieciechowo – przysiółek wsi Kulice w Polsce, położony w województwie zachodniopomorskim, w powiecie goleniowskim, w gminie Nowogard.
W latach 1975–1998 przysiółek administracyjnie należał do województwa szczecińskiego.